# Eric Porter
Pour les articles homonymes, voir Porter.
 (décembre 2015).
Si vous disposez d'ouvrages ou d'articles de référence ou si vous connaissez des sites web de qualité traitant du thème abordé ici, merci de compléter l'article en donnant les références utiles à sa vérifiabilité et en les liant à la section « Notes et références ».
Eric Richard Porter est un acteur britannique né le 8 avril 1928 à Londres, dans le quartier de Shepherd's Bush, et mort le 15 mai 1995 dans la même ville. Il fit principalement carrière au théâtre (le théâtre classique avait sa préférence) et à la télévision britannique.

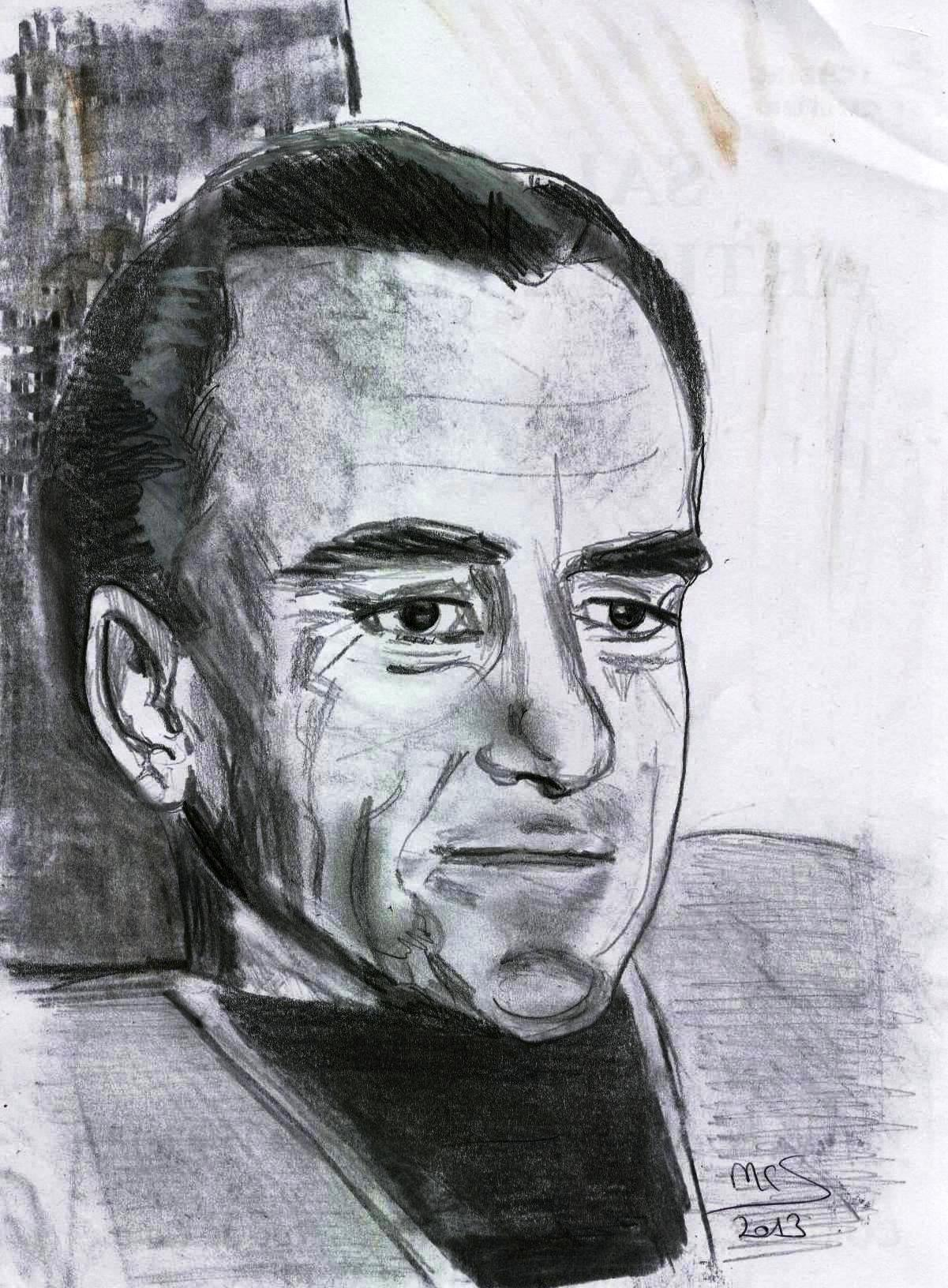
Eric Porter - original drawing with graphite and charcoal by Marie Gallicher, 2013

## Biographie
Eric Porter est le fils de Richard John Porter, poinçonneur de tickets dans les bus londoniens, qui le destinait au génie électrique. Après des études au Wimbledon Technical College, établissement tenu par les jésuites, il travaille dès l'âge de 16 ans chez Marconi's Wireless Telegraph Company à Carshalton – dans la banlieue de Londres où il habite – à la soudure des postes de radio, plus précisément à l'inspection du matériel préalable aux tests. Il y était très apprécié, notamment à la pause de midi durant laquelle il régalait ses collègues de sketches comiques et d'imitations désopilantes. Ceux qui l'ont connu disaient qu'il sortait du lot car la plupart ne possédaient ni son instruction ni son éducation[réf. souhaitée].
Il souhaite alors faire son chemin dans l'univers du théâtre. Après avoir été rejeté par la Royal Academy of Dramatic Art, il réussit, sur recommandation d'un organisateur de spectacles scolaires, à obtenir du directeur du Shakespeare Memorial Theatre (future Royal Shakespeare Company dont il fut membre pendant un demi-siècle) un rôle de figurant dans La Nuit des rois (Twelfth night, or what you will). Et, à dix-sept ans, il fait ses débuts professionnels au Arts Theatre de Cambridge, en février 1945.
Désormais, hormis deux ans en 1946-1947 comme mécanicien dans la Royal Air Force, il consacre sa vie au métier d'acteur.

### Au théâtre

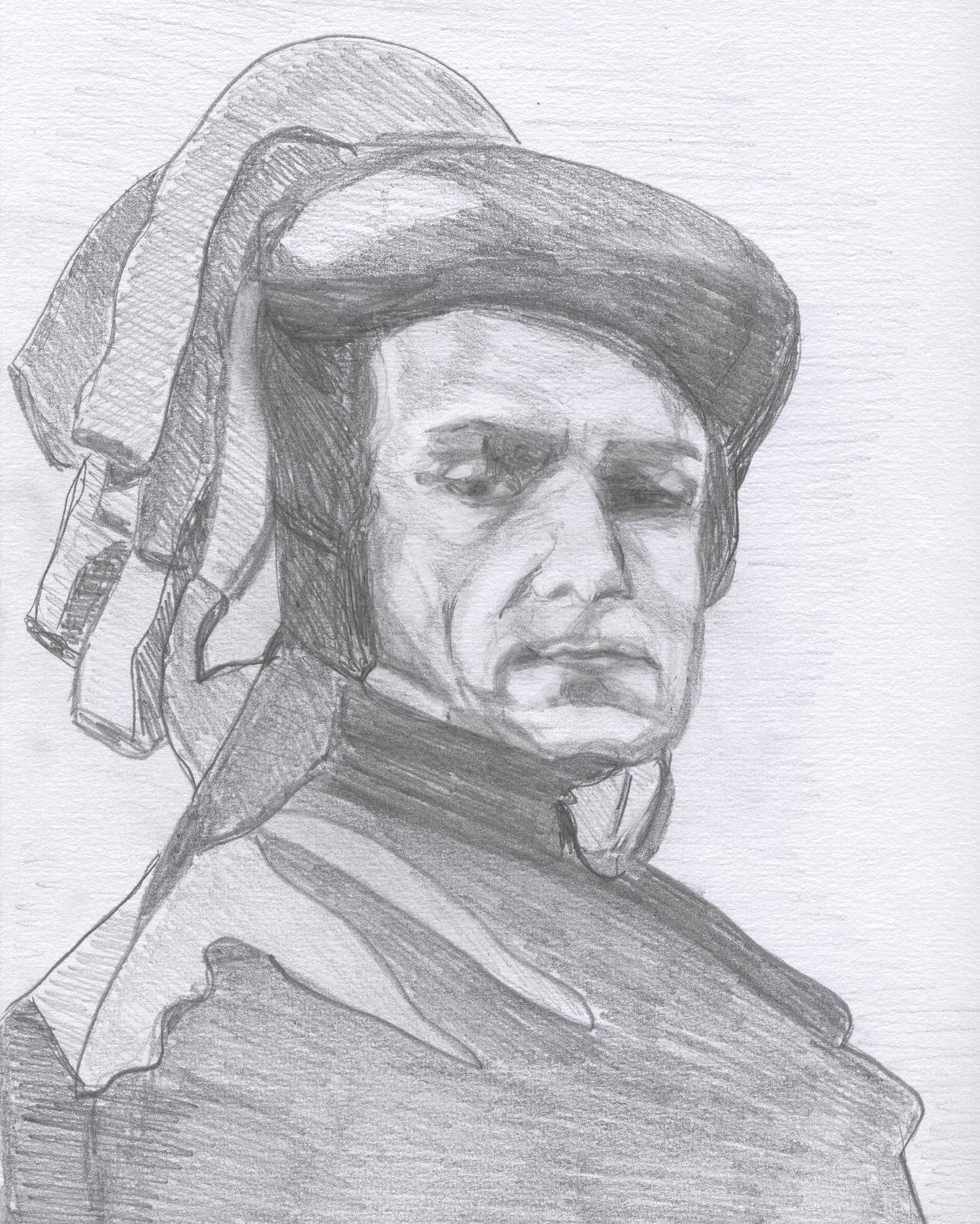
Eric Porter dans le rôle du duc de Buckingham dans Richard III de Shakespeare, à la Royal Shakespeare company en 1961.

Au fil des années, il acquiert une solide formation théâtrale classique et la maîtrise des compositions dramatiques. Sa maturité précoce lui permet, dès le début de sa trentaine, d'accéder à des rôles de personnages beaucoup plus âgés avec un minimum d'artifices.
Dans les années 1950 il joue à l’Old Vic, puis dans les années 1960 et 1970 à la Royal Shakespeare Company à Stratford-upon-Avon où il incarne rapidement les premiers rôles.
Tour à tour Volpone, Macbeth, Bolingbroke (dans Richard II), le duc de Buckingham (dans Richard III), Henry IV, roi Lear, le capitaine Crochet (dans Peter Pan), Oncle Vania, Becket, Eric Porter sert la plupart des grands rôles du répertoire théâtral durant plusieurs décennies. Il participe à de très nombreuses tournées qui l'amènent jusqu'à Broadway. En 1959, reconnu par ses pairs, il reçoit le prix d'interprétation théâtrale pour sa composition de John Rosmer dans Rosmersholm d'Ibsen.
Perfectionniste et d’une rare abnégation[réf. souhaitée] vis-à-vis de ses personnages, il a modernisé en 1968 l'incarnation du Roi Lear en jouant « pratiquement à la lettre » la scène de la folie où ce dernier est censé se dévêtir et renoncer au peu qui lui reste, indication scénique restée purement symbolique durant des siècles. Il ouvre ainsi une nouvelle voie dans la compréhension du personnage, largement acceptée après quelques gros titres dans la presse, et suivie depuis[réf. souhaitée].

### La télévision
Il apparaît, dès 1959, dans de nombreux feuilletons et séries télévisées dont, en 1967, La Dynastie des Forsyte (The Forsyte saga), chef-d’œuvre de la BBC tiré de l'œuvre de John Galsworthy, de 26 épisodes de 50 min, qui lui offrit une célébrité internationale dans les pays anglophones. Il y incarne Soames Forsyte, avoué torturé, dont le sens de la propriété n’exclut pas passion et profonde sensibilité sous un aspect conformiste et glacial. L'interprétation intense d'Eric Porter véhicule un côté charnel jusqu'alors implicite dans le roman, choquant certains téléspectateurs, et transformant cette série en phénomène de société sur la question - débattue devant le Parlement anglais après la diffusion du feuilleton et jusqu'alors jamais abordée à la télévision -  de viol entre époux. Sa célébrité s'entachant « d'infamie », Eric Porter dut composer avec des téléspectateurs qui le prenaient à partie (certains fans de Nyree Dawn Porter, l'actrice jouant le rôle d'Irene Forsyte, lui proposent même de « tuer Soames ») ou d'autres extatiques qui se précipitent sur lui afin de le toucher, l'assimilant à Soames. Un prix d'interprétation, en 1967, achève de transformer ce rôle en référence phare de sa carrière.

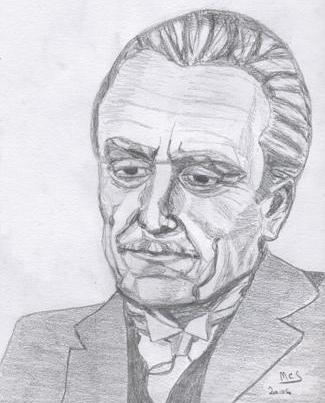
Eric Porter grimé en Soames Forsyte vieilli lors d'une interview sur le tournage de La Dynastie des Forsyte en 1967.

À noter, parmi de nombreuses productions télévisuelles : 
Cyrano de Bergerac (1968) où il interprète le rôle-titre, 
Separate tables (1970), 
Anna Karenine (1977), 
Why they don’t ask Evans ? (1980) d'après Agatha Christie, 
Churchill and the Generals (1981), 
Oliver Twist (1985), 
la saison I de la série Sherlock Holmes (The adventures of Sherlock Holmes, 1985) où il campe, dans La Ligue des rouquins (The red-headed league) et surtout Le Problème final (The final problem) un professeur Moriarty diabolique et ophidien.
Il joue également dans les pièces de Shakespeare réalisées par la BBC pour la télévision : Jules César, Hamlet, Macbeth.
Il présente et commente, en 1974, plusieurs documentaires télévisés sur la Seconde Guerre mondiale (The world at war) et, en 1977, The Shetland experience  sur la préservation par une compagnie pétrolière de  l'environnement des îles Shetland.

### Le cinéma
Sa carrière cinématographique débute en 1964 avec La Chute de l'empire romain (The fall of the roman empire) d’Anthony Mann dans lequel il compose un sénateur virulent et ambitieux. Les  réalisateurs américains de péplums cherchaient alors chez les acteurs britanniques une classe à apporter à leurs personnages de nobles. Anthony Mann le présente dans le making of de son film Les Héros de Télémark tel : « Eric Porter, l'un des meilleurs acteurs classiques d'Angleterre ».
Il tourne dans quinze films de 1964 à 1980 : 
- Le Mangeur de citrouilles (The pumpkin eater) de Jack Clayton en 1964
- Les Héros de Télémark (The heroes of Telemark) d'Anthony Mann en 1965
- Le Gentleman de Londres (Kaleidoscope) de Jack Smight en 1966
- Le Peuple des abîmes (Lost continent) de Michael Carreras d'après le roman de Dennis Wheatley en 1968
- Nicolas et Alexandra (Nicholas and Alexandra) de Franklin J. Schaffner en 1971
- La Fille de Jack l'Éventreur (Hands of the Ripper) de Peter Sasdy en 1971
- Antoine et Cléopâtre (Antony and Cleopatra) de et avec Charlton Heston en 1972
- Les Dix Derniers Jours d'Hitler (Hitler : the last ten days) d'Ennio De Concini en 1973
- Chacal (The day of the Jackal) de Fred Zinnemann en 1973
- The Belstone Fox de James Hill en 1973
- Callan de Don Sharp en 1974
- Le Grand Défi (Hennessy) de Don Sharp en 1975
- Les 39 Marches (The Thirty Nine Steps) de Don Sharp en 1978
- Le Petit Lord Fauntleroy (Little Lord Fauntleroy) de Jack Gold en 1980

## Œuvre

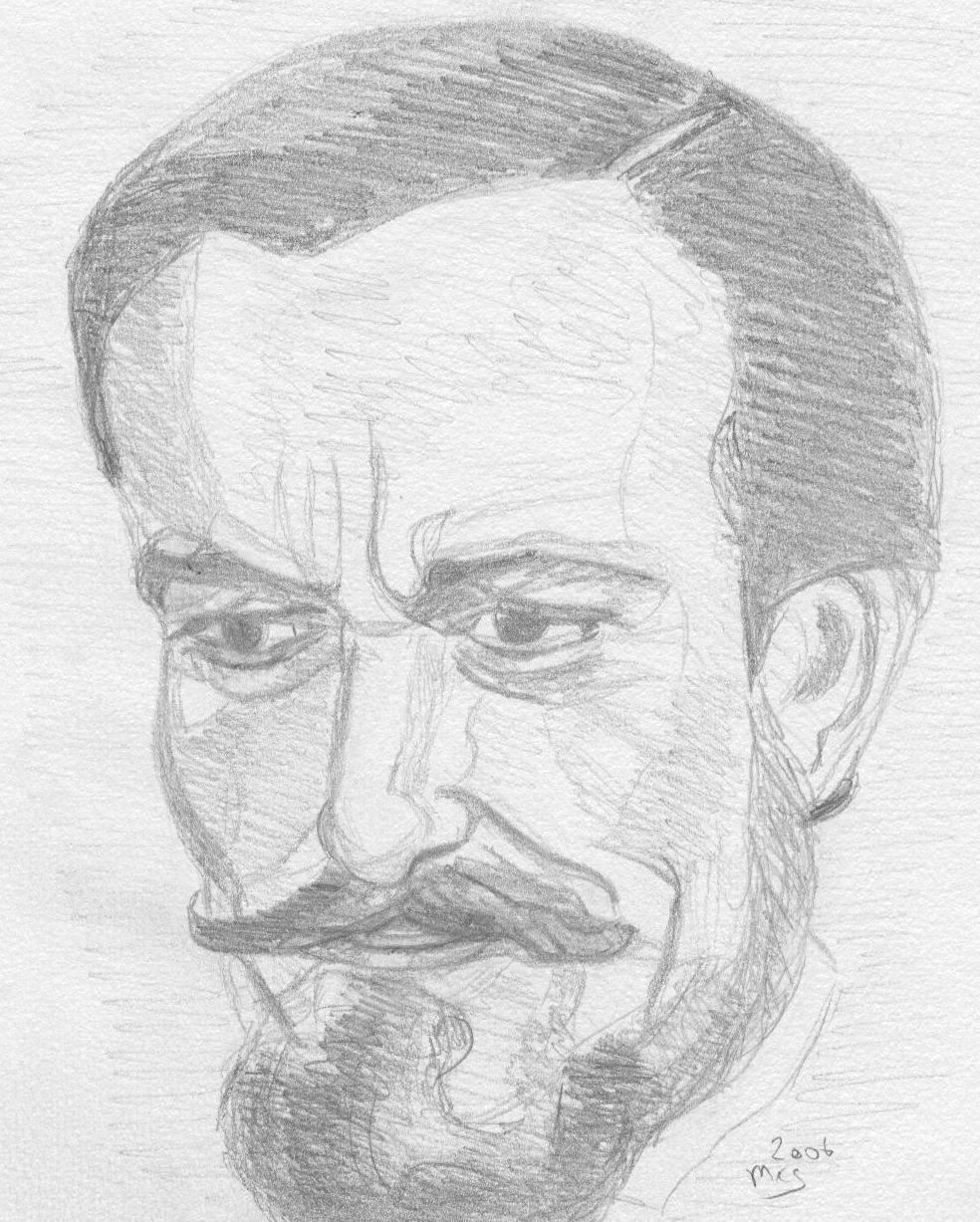
Dessin de Eric Porter (DR Pritchard) dans le film La Fille de Jack l'Éventreur.

Participant à des productions cinématographiques assez inégales, il fut plus heureux dans ses choix théâtraux et télévisuels. D'une manière générale, il se montre un acteur très adaptable, capable de jouer des rôles extrêmement différents : roi, évêque martyr, aventurier sur le retour,  génie du mal, pirate de comédie, psychiatre romantique, nazi, etc.

## L'homme

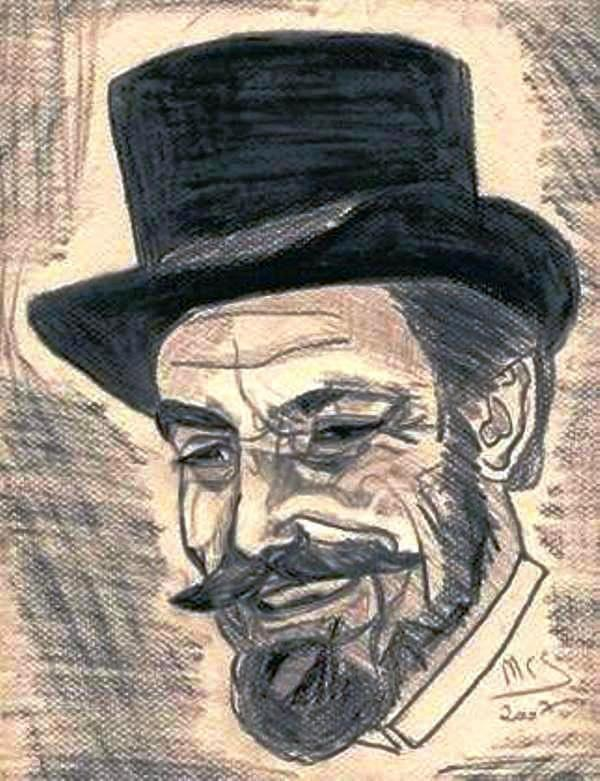
Eric Porter dans le rôle du Dr. Pritchard

L'homme lui-même reste mystérieux. Cependant, dans le making of de La Dynastie des Forsyte, Eric Porter s'est un peu livré  : « Je pense que j'éprouve, probablement, une certaine difficulté à communiquer « facilement », ce qui, je suppose, est une des raisons pour lesquelles je suis acteur ! J'ai choisi le théâtre comme moyen de communiquer avec les gens alors que je ne peux pas, pleinement, communiquer… à d'autres niveaux. »
Heureux de jouer, il se confiait, en effet, peu sur d'autres sujets afin de préserver sa vie privée qu'il estimait lui appartenir. Il la définissait, pourtant, comme négligeable, une annexe à sa vie professionnelle. Il ne s'est jamais marié. Solitaire, il ne  se rendait que rarement à des réceptions. Par ailleurs, Eric Porter, très intellectuel, consacrait beaucoup de temps à la lecture dans des domaines divers : psychologie, archéologie, architecture, astronomie, géologie, géographie. Il aimait également pratiquer la voile.
Peter O'Toole a reconnu, début 2007, dans une interview au Los Angeles Times, qu'Eric Porter était l'acteur qui l'avait le plus influencé : « Il était premier rôle à l'Old Vic quand j'étais à Bristol, c'était mon premier emploi. Il jouait Volpone, le roi Lear et Oncle Vania. J'étais sa doublure. C'était un jeune homme de 29 ans. Il avait seulement quelques années de plus que moi, mais il avait le feu au ventre. Il avait ces merveilleux yeux noirs, grands et splendides, et cette voix curieusement rapide. Cette diction ! Et il était absolument impitoyable avec les autres acteurs. Il disait : « On n'en fera jamais une actrice ! » ou « Vous êtes une imitatrice ! » à telles actrices, mais il m'avait à la bonne ainsi que mon ami Edward Hardwicke. Je jouais Cornwall dans Le Roi Lear. J'avais fait de mon mieux pour apprendre le rôle de Lear, mais je n'étais qu'un gosse de 23 ans. J'étais dans la loge avec Edward quand le directeur est venu me dire : « Mr Porter n'est pas là une demi-heure avant le lever de rideau. Vous feriez mieux d'aller dans sa loge et de mettre son costume ! » Qu'est-ce que j'allais faire ? Lire le rôle ? Imaginer la scène de la tempête avec un enfant lisant un petit livre. J'étais pétrifié. Soudain la porte s'ouvre ! Il avait eu un accident de voiture, mais il n'avait rien. Il arrivait juste à temps, ma vie était sauvée ! ».

## Récompenses
- Evening standard theatre award 1959, pour John Rosmer dans Rosmersholm d'Ibsen.
- BAFTA award 1967, pour Soames dans la Dynastie des Forsyte (The Forsyte saga).
- Evening standard theatre award 1988, pour Big Daddy dans La Chatte sur un toit brûlant (Cat on a hot tin roof) de Tennessee Williams.